# Bernard Montgomery
Bernard Law Montgomery, 1. vikomt z El Alameinu (17. listopadu 1887, Kennington, Londýn – 24. března 1976, Alton, Hampshire) byl britský polní maršál, jeden z nejvýznamnějších britských velitelů druhé světové války. Později byl povýšen do šlechtického stavu jako 1. vikomt z El Alameinu. Stal se tak příslušníkem britské vyšší šlechty.

## Vojenská kariéra
Do armády vstoupil ve dvaceti letech. Bojoval v první světové válce, mimo jiné v první bitvě u Ypres, kde byl zraněn, a v bitvě na Sommě. Obdržel DSO a válku zakončil v hodnosti plukovníka. Po válce sloužil v Irsku, Palestině a Indii, mezi tím se v roce 1927 oženil s Elizabeth Caver. 5. srpna 1938 byl povýšen do generálské hodnosti.

Montgomery v severní Africe

V době propuknutí druhé světové války velel 3. pěší divizi, části britských expedičních sil dislokovaných ve Francii (1939–1940) a během bitvy u Dunkerque převzal velení II. armádního sboru, jeho nadprůměrnému výkonu je přičítána úspěšná evakuace jeho mužů jakož i řady dalších od Dunkerque. V srpnu 1942 převzal velení britské 8. armády v severní Africe a porazil německé síly v bitvě u El Alamejnu. Vytlačil německé jednotky z Egypta a Libye až k Tunisu, kde spojil své úsilí s americkými jednotkami vyloděnými v Alžíru. V únoru přešly Montgomeryho síly pod velení amerického generála Eisenhowera a zúčastnily se dobytí Tunisu a invazí na Sicílii a do Itálie.
V roce 1944 byl Montgomery povýšen do hodnosti polního maršála a velel spojeneckým silám během vylodění v Normandii v červnu 1944. Od srpna téhož roku vedl britské jednotky, které osvobodily Belgii. V září 1944 sice neuspěl s operací Market Garden, při níž se pokusil obsadit mosty v Arnhemu a Nijmegenu přes řeku Rýn. Jeho jednotky zakrátko vpadly do severního Německa a vstoupily do Dánska. Do února 1946 stál v čele britské okupační správy v Německu, poté se stal náčelníkem generálního štábu Britského impéria. Téhož roku mu byl udělen titul 1. vikomt Montgomery z Alamejnu.
V dubnu 1951 se stal zástupcem nejvyššího velitele sil NATO v Evropě (SHAPE). 18. září 1958 odešel do výslužby. Byl anglický válečný hrdina.

## Vojenská teorie
Montgomery napsal své Principy války jako vodítko pro budoucí velitele. Je pozoruhodné, že tyto principy, pro které si „nečinil nárok na neomylnost nebo neměnnost“, zůstaly beze změny základem vojenské doktríny pro britské, australské, novozélandské a kanadské síly dodnes.
Montgomery navázal na Fullera a ve svém válečném pojednání pro své důstojníky s názvem High Command in War (1945) zachoval pouze tři principy (překvapení, soustředění a spolupráci), zatímco přidal pět dalších svých vlastních (letecká síla, administrativa, iniciativa, morálka a jednoduchost). Po válce se vydal jako jednu ze svých prvních povinností jako náčelník imperiálního generálního štábu, aby získal konsenzus velitelů služeb a náčelníků štábů armád Dominionu na svých Principech války (1946).
Montgomery napsal a poté přepsal své Principy války pro vedení opotřebovací války v kontextu průmyslového věku.
|                | High Command In War (1945) | The Principles of War (1946) |
| -------------- | -------------------------- | ---------------------------- |
| Principy války | Letecká síla (Air power)   | Výběr a udržování cíle       |
| Principy války | Administrace               | Udržování morálky            |
| Principy války | Iniciativa                 | Ofenzivní akce               |
| Principy války | Morálka                    | Překvapení                   |
| Principy války | Překvapení                 | Bezpečnost                   |
| Principy války | Soustředění                | Koncentrace síly             |
| Principy války | Kooperace                  | Ekonomika úsilí              |
| Principy války | Jednoduchost               | Flexibilita                  |
| Principy války | Kooperace                  |                              |
| Principy války | Administrace               |                              |

Montgomery věřil a přesvědčil ostatní, že bitvy lze vyhrát pouze společným úsilím pěchoty, tanků, dělostřelectva a ženistů. Montgomery byl především rozhodnut, že armáda, námořnictvo a letectvo by měly bojovat své bitvy jednotným a soustředěným způsobem podle podrobného plánu.
Nigel Hamilton uvádí, že vojenský úspěch nebyl pouze prostou převahou zbraní. Hamilton tvrdí, že jeho odkaz (důraz na výcvik, opakovaný nácvik a profesionalitu ) přetrval dodnes, veden potřebou jednoduchosti, jasných cílů, dokonalého frontového velení a snahy maximálně šetřit lidské životy.
Tim Moreman uvádí, že Montyho doktrína spočívala na potřebě udržovat protivníka v nerovnováze, zatímco jeho jednotky byly v rovnováze. To dosahoval tím, že měl palebnou převahu (tanků, dělostřelectva a letadel) a převahu v lidské síle a klamnými útoky na sebe vázal nepřátelské síly a své hlavní jednotky měl koncentrované v záloze připravené k úderu na slabé místo protivníka.